# Þrymheimr
Nella mitologia norrena, Þrymheimr (lingua norrena "casa-schianto", "casa del tuono" o "casa rumorosa") era la sede di Þjazi, un jǫtunn, situata in Jǫtunheimr. Þjazi rapì la dea Iðunn, rinchiudendola in Þrymheimr, obbligando gli dei ad invecchiare aspettandone il salvataggio, e causando anche la morte di Þjazi. Dopo la morte di Þjazi, la figlia (la dea Skaði) abitò questo luogo. Durante il matrimonio di Skaði col dio Njörðr, i due si scontrarono riguardo al parere di Skaði sulla casa di Þrymheimr.
I manoscritti della Edda in prosa contengono i termini Þrumheimr e Þruþheimr. Rudolf Simek ha tradotto Þruþheimr con "casa del potere" e fa notare che la variante è anche il nome di uno jötunn.